# دیتریش فیشر-دیسکاو
دیتریش فیشر-دیسکاو (انگلیسی: Dietrich Fischer-Dieskau; ۲۸ مهٔ ۱۹۲۵ – ۱۸ مهٔ ۲۰۱۲) یک موسیقی‌دان، رهبر ارکستر، خواننده باریتون اپرا اهل آلمان و یکی از مشهورترین خوانندگان لید بود که در زمینهٔ اجرای لیدهای فرانتس شوبرت و به‌ویژه سفر زمستانی شهرت داشت.